# Vàlvula cardíaca
Les vàlvules del cor o vàlvules cardíaques es troben en els conductes de sortida de les quatre cavitats del cor on compleixen la finalitat de deixar passar la sang en la direcció correcta, evitant que aquesta flueixi cap enrere. La seva funció és poder mantenir aïllat per un instant el flux sanguini en alguna de les quatre cavitats. Amb les diferents contraccions del cor, es contreuen també en una seqüència determinada les quatre cavitats, bombant la sang en una direcció. Sense les vàlvules, la sang tornaria a la cavitat després de la contracció, amb la qual cosa el cor no compliria la seva funció. Les vàlvules cardíaques són la mitral, l'aòrtica, la tricúspide i la pulmonar.
Les vàlvules estan formades per unes membranes fines que són resistents a la pressió. I procuren l'obertura i tancament de les aurícules i els ventricles. Estan constituïdes per teixit endotelial, que és el mateix que recobreix l'interior dels vasos sanguinis i el cor.

## Tipus de vàlvules
Les vàlvules cardíaques són quatre i es classifiquen en dos grups:

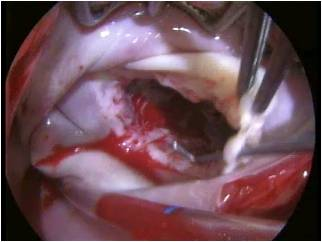
Vista quirúrgica prolapse per ruptura de corda vel anterior V. Mitral

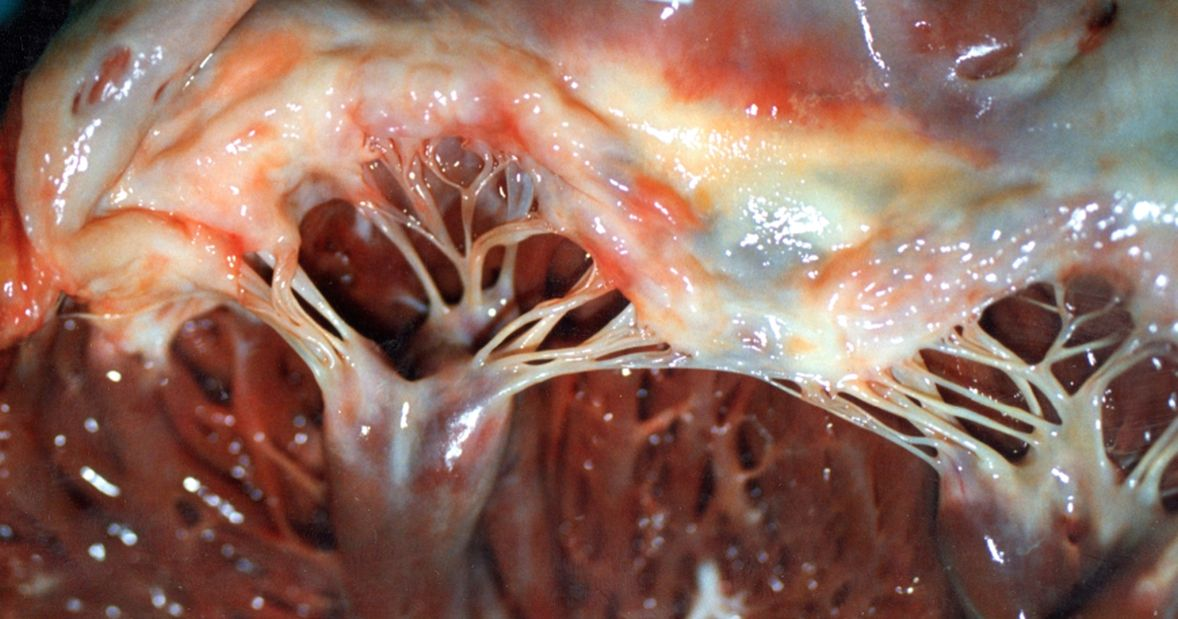
Detall de les cordes tendinoses d'una vàlvula mitral

Vàlvules atrioventriculars
1. Vàlvula bicúspide o mitral: Impedeix que la sang retorni del ventricle esquerre a l'aurícula esquerra. Està formada per dues membranes, les quals reben cordes tendinoses dels músculs papil·lars anterior i posterior, situats a la paret externa del ventricle esquerre.[1]
2. Vàlvula tricúspide: Impedeix que la sang retorni del ventricle dret a l'aurícula dreta. Està formada per tres membranes, les quals reben cordes tendinoses ancorades directament a les parets del ventricle dret. Del múscul papil·lar septal o intern surt de forma independent el múscul papil·lar del con arterial o de Lushka, que contribueix a delimitar l'infundíbul o con arterial, conducte pel qual circula la sang des d'aquest ventricle dret fins a l'artèria pulmonar.

Vàlvules semilunars
1. Vàlvula sigmoide aòrtica: Impedeix que la sang retorni des de l'aorta al ventricle esquerre. Està formada per tres membranes, dos anteriors i una posterior, amb una morfologia similar a la d'un niu d'oreneta. Aquesta vàlvula no subjectes a cordes tendinoses, com les vàlvules atrioventriculars.
2. Vàlvula pulmonar: Impedeix que la sang retorni del conducte pulmonar al ventricle dret. Està formada per tres membranes, dos posteriors i una anterior, assemblant-també amb un niu d'oreneta. Aquesta vàlvula no subjectes a cordes tendinoses, com les vàlvules atrioventriculars.

## Mal funcionament
En determinades ocasions una o diverses vàlvules deixen de funcionar correctament. En aquest cas els metges parlen de valvulopatia, és a dir, malaltia de les vàlvules. Aquestes malalties poden ser les següents:
- Valvulopatia congènita : el pacient ja té la deficiència en néixer.
- Endocarditis : la vàlvula ha sofert danys irreversibles per una inflamació a l'interior del cor.
- Estenosi valvular : la vàlvula s'estreny i no deixa passar un cabal suficient.
- Insuficiència valvular : la vàlvula s'endureix i deixa de ser flexible, i per això no tanca bé.

Quan aquestes deficiències en el funcionament d'una o diverses vàlvules adquireixen certa gravetat, el pacient sentirà un cansament crònic, falta d'aire i una capacitat limitada de caminar, pujar les escales, fer exercici i, en general, resistir el cansament. La solució consisteix generalment a reparar o implantar vàlvules artificials, per a això el pacient s'ha de sotmetre a una operació a cor obert.